# 保冷劑
保冷劑分為兩種，傳統保冷劑的製成由高分子聚合物（纖維素凝膠）所組成，少部分含有食用性丙乙醇，不可食用；而近期因提倡環保，廠商逐漸改轉製作由水組成的保冷劑，高達98%的水環保無毒，也可多次使用，建議勿食。
常見應用包括蛋糕、冰棒和菓子、生鮮食品保鮮、乳製品等。